# Phalaenopsis pulchra
Espèce
Phalaenopsis pulchra est une espèce de plantes à fleurs de la famille des Orchidaceae (les orchidées) du genre Phalaenopsis originaire des Philippines.